# Goal Shield de Trinidad y Tobago
El Goal Shield de Trinidad y Tobago, llamado Lucozade Goal Shield por razones de patrocinio, es un torneo de copa a nivel de clubes que se juega en Trinidad y Tobago en el cual participan los equipos de la TT Pro League.

## Historia
Fue creado en el año 2009 bajo un formato similar al de la Copa de la Liga, con la diferencia en el aspecto monetario, donde el ganador de cada torneo recibe $10,000 y un poco más por cada gol anotado según la fase en la que anote.

## Formato
El torneo se juega bajo el mismo formato del Pro Bowl, con series de eliminación directa a un único partido, en donde si el partido queda empatado al terminar los 90 minutos reglamentarios, se irá a la serie de penales para definir al ganador. No se juegan tiempos extra.

## Patrocinio
| Periodo | Patrocinio                        | Nombre                     |
| ------- | --------------------------------- | -------------------------- |
| 2009–   | Lucozade Sport (Bebida deportiva) | Lucozade Sport Goal Shield |

## Ediciones anteriores
| Llave | Llave           |
| ----- | --------------- |
| †     | Ganó en penales |

### Resultados
| Año  | Campeón                  | Resultado | Finalista         | Sede                    |
| ---- | ------------------------ | --------- | ----------------- | ----------------------- |
| 2009 | W Connection             | 3–0       | Defence Force     | Manny Ramjohn Stadium   |
| 2010 | North East Stars         | 1–0       | San Juan Jabloteh | Marvin Lee Stadium      |
| 2012 | Caledonia AIA            | 3–1       | Defence Force     | Hasely Crawford Stadium |
| 2013 | W Connection (2)         | † 0–0 †   | North East Stars  | Marvin Lee Stadium      |
| 2014 | Central FC               | 2–1       | W Connection      | Ato Boldon Stadium      |
| 2015 | No se jugó               |           |                   |                         |
| 2016 | Morvant Caledonia United | 2–2       | W Connection      | Hasely Crawford Stadium |

## Títulos por Equipo
| Club                     | Títulos | Último Ganado | Finalista | Última Final Perdida |
| ------------------------ | ------- | ------------- | --------- | -------------------- |
| W Connection             | 2       | 2013          | 2         | 2014                 |
| North East Stars         | 1       | 2010          | 1         | 2013                 |
| Caledonia AIA            | 1       | 2012          | 0         |                      |
| Central FC               | 1       | 2014          | 0         |                      |
| Morvant Caledonia United | 1       | 2016          | 0         |                      |
| Defence Force            | 0       |               | 2         | 2012                 |
| San Juan Jabloteh        | 0       |               | 1         | 2010                 |